# Phrasierungsbogen
Der Phrasierungsbogen ist ein grafisches Element der Notation von Musik, das Anfang und Ende einer größeren musikalischen Sinneinheit, einer Phrase, markiert.

## Geschichte
Zur Kennzeichnung einer musikalischen Phrase verwenden Komponisten seit dem Ende des 18. Jahrhunderts – vorher wurde das Empfinden für die Phrasen bei den Interpreten vorausgesetzt – Hinweise zur Phrasierung: vor allem Vortragszeichen wie Atemzeichen, Fermaten, Legatobögen, Staccatopunkte oder Pausen. In den 1880er-Jahren entwickelte Hugo Riemann in seiner Phrasierungslehre den Phrasierungsbogen, mit dem gekennzeichnet werden kann, welche Töne zu einem formalen Sinnzusammenhang gehören (analog einem grammatischen Satz) und wo sich sogenannte tote Intervalle befinden. Beim Vortrag kann dann der musikalische Abschnitt z. B. durch Artikulation, Zu- und Abnahme von Lautstärke oder Agogik ausgedrückt („phrasiert“) werden.

## Notation
Riemann verwendete zunächst eine eckige Klammer zur theoretischen Demonstration. Bald wurde aber auch bei der Herausgabe von Werken ein Bogen verwendet, der eine andere Bedeutung hat als die Artikulations- und Haltebögen, doch grafisch gleich aussieht. Daher kann der Phrasierungsbogen leicht mit dem Halte- oder Binde-/Legato-Bogen verwechselt werden. Die Verwechslung mit dem Bindebogen ist besonders gegeben, wenn dieser über die gesamte Phrase führt.
Zur Lösung dieses Problems finden sich in einigen Partituren gestrichelte statt normal durchgezogener Bögen. Diese Praxis hat sich aber nicht etabliert. In den meisten Fällen sollte Halte-, Binde-/Legato- und Phrasierungsbogen letztendlich aus dem Kontext gut zu unterscheiden sein. (So unterscheidet man beispielsweise einen Phrasierungsbogen von einem Legatobogen in den Streichinstrumenten in vielen Fällen leicht, da ersterer normalerweise wesentlich länger ist und die betreffende Phrase wohl kaum in einem Bogen gespielt werden könnte.)
Das folgende Beispiel zeigt die drei Arten von Bögen: Die Haltebögen (1) dienen der Überbindung von Notenwerten, die Binde-/Legatobögen (2) dienen als Spielanweisung. Der Phrasierungsbogen (3) markiert die musikalische Phrase, die ihrerseits Spielanweisungen wie Legato und Tenuto enthält.